# Записки сумасшедшего (Толстой)
Записки сумасшедшего — рассказ Л. Н. Толстого, написанный в 1884 году, но изданный лишь после смерти писателя в 1912 году.

## История создания
Рассказ был написан Толстым во время переломного этапа его биографии вместе с другими самообличительными публицистическими произведениями «Исповедь» и «В чем моя вера?».
Основан на реальных событиях жизни писателя, произошедших с ним в 1869 году в Арзамасе во время путешествия из Нижнего Новгорода в Пензу.

## Анализ произведения

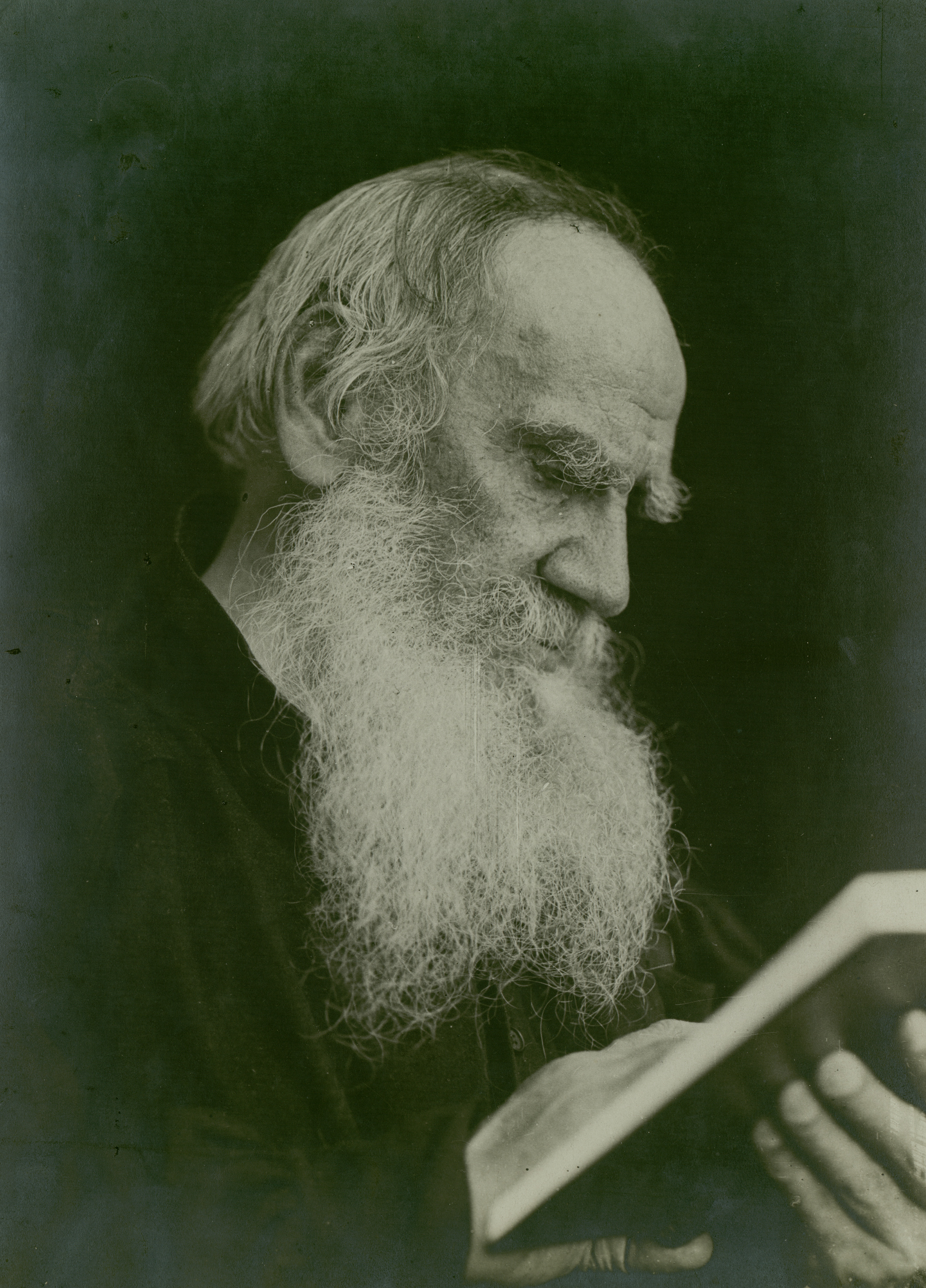
Лев Толстой незадолго до смерти

Незаконченная новелла повествует об альтер эго Толстого, который признает себя сумасшедшим в противовес «здоровым», которые ведут себя адекватно с точки зрения актуального общественного консенсуса, что находит пример в жизни героя, который « нормален» лишь тогда, когда привержен блуду и другим социальным порокам, а безумен в тот момент, когда наступает необъяснимая тоска в присутствии иррационального. Есть явное противопоставление веры и неверия как двух фундаментальных семантических антагонистов, которые играют главные роли в заключительном этапе творчества Толстого. В рассказе развивается идея беспричинного страха смерти и ужаса перед неведомым. Тема смерти и ее зеркала, в котором отображается бессмысленность существования перекликается с другим произведением Толстого «Смерть Ивана Ильича».